# Paganini (film fra 1923)
Paganini er en tysk stumfilm fra 1923 af Heinz Goldberg.

## Medvirkende
- Conrad Veidt som Niccolò Paganini
- Eva May som Giulietta
- Greta Schröder som Antonia Paganini
- Harry Hardt
- Hermine Sterler
- Jean Nadolovitch som Hector Berlioz